# Theocolax elegans
Espèce
Synonymes
- Choetospila elegans Westwood, 1874
- Cerocephala elegans (Westwood, 1874)
- Cerocephala oryzae Risbec, 1951
- Chaetospila elegans Westwood, 1874
- Choetospila fasciatipennis (Girault, 1913)
- Spalangia metallica Fullaway, 1913
- Spalangia rhizoperthae Risbec, 1951
- Spalangiomorpha fasciatipennis Girault, 1913
- Theocolax fasciatipennis Girault, 1913
- Theocolax metallica Fullaway, 1913
- Theocolax oryzae Risbec, 1951
- Theocolax rhizoperthae Risbec, 1951

Theocolax elegans est une espèce de petits chalcidiens (hyménoptères apocrites térébrants) de la famille des Pteromalidae et de la sous-famille des Cerocephalinae.
C'est un parasite des larves de ravageurs des denrées alimentaires stockées tels que le charançon du blé (Sitophilus granarius) ou le capucin des grains (Rhizopertha dominica).